# Delft (île)
Pour les articles homonymes, voir Delft (homonymie).
L'île de Delft est située dans le détroit de Palk, au nord de l'île de Ceylan, nommée de nos jours Sri Lanka. L'île est sous souveraineté sri-lankaise, et est aussi connue sous le nom de Neduntheevu ou bien Neduntivu en langue tamoule (tamoul : நெடுந்தீவு).
Elle a une surface de 50 km2 et une forme ovale. Sa longueur est de 8 km et sa largeur maximale de 6 km.
Elle fut baptisée du nom de la ville néerlandaise de Delft, un des sièges de la Compagnie néerlandaise des Indes orientales, par son gouverneur-général Rijckloff van Goens (1619 – 1682).